# Dušan Herda
Dušan Herda (* 15. července 1951 Jacovce) je bývalý slovenský fotbalista, československý reprezentant, držitel zlaté medaile z mistrovství Evropy 1976, přestože do bojů na závěrečném turnaji nezasáhl. Jeho mladším bratrem je Peter, také úspěšný bývalý československý fotbalista. Oba pocházejí ze stejné obce na Slovensku jako Ladislav Jurkemik, také úspěšný bývalý československý fotbalista.

## Kariéra
Do Slavie přišel jako sedmnáctiletý mimořádný talent ze slovenských Topoľčan. V A-týmu Slavie Praha působil v letech 1968 až 1980. V červenobílém dresu odehrál 241 ligových zápasů. V dresu Slavie nastřílel 68 ligových branek. O šest let později přišel do Slavie i Dušanův mladší bratr Peter – legendární slávistický středopolař a organizátor hry. V sešívaném dresu spolu hráli do roku 1980. Dušan patří k jedněm z největších klubových legend Slavie. Hrál však i v Dukle Praha (1980–1982) a Bohemians Praha (1982–1985). Se Slavií vyhrál Český pohár v roce 1974. V Poháru vítězů pohárů nastoupil ve 2 utkáních a dal 1 gól a v Poháru UEFA nastoupil v 5 utkáních a dal 2 góly.
Byl v dresu ČSSR mistrem Evropy do 23 let v roce 1972, byl také členem širšího kádru mistrů Evropy v roce 1976. Odehrál (pouze) kvalifikaci pro OH 1980, kde získala ČSSR zlato pod vedením trenéra Františka Havránka. V československé reprezentaci nastoupil ve dvou utkáních v roce 1972, v přátelských zápasech proti Polsku a Nizozemsku.

## Ligová bilance
| Ročník                                   | Zápasy | Góly | Klub                       |
| ---------------------------------------- | ------ | ---- | -------------------------- |
| 1. československá fotbalová liga 1968/69 | 9      | 1    | Slavia Praha               |
| 1. československá fotbalová liga 1969/70 | 27     | 7    | Slavia Praha               |
| 1. československá fotbalová liga 1970/71 | 27     | 8    | Slavia Praha               |
| 1. československá fotbalová liga 1971/72 | 16     | 2    | Dukla Praha                |
| 1. československá fotbalová liga 1972/73 | 20     | 2    | Dukla Praha                |
| 1. československá fotbalová liga 1973/74 | 29     | 15   | Slavia Praha               |
| 1. československá fotbalová liga 1974/75 | 26     | 6    | Slavia Praha               |
| 1. československá fotbalová liga 1975/76 | 27     | 7    | Slavia Praha               |
| 1. československá fotbalová liga 1976/77 | 17     | 4    | Slavia Praha               |
| 1. československá fotbalová liga 1977/78 | 24     | 6    | Slavia Praha               |
| 1. československá fotbalová liga 1978/79 | 25     | 3    | Slavia Praha               |
| 1. československá fotbalová liga 1979/80 | 22     | 10   | Slavia Praha               |
| 1. československá fotbalová liga 1980/81 | 9      | 1    | Slavia Praha               |
| 1. československá fotbalová liga 1980/81 | 15     | 2    | Bohemians Praha            |
| 1. československá fotbalová liga 1981/82 | 22     | 3    | Bohemians Praha            |
| Česká národní fotbalová liga 1982/83     | 22     | 11   | DP Xaverov Horní Počernice |
| Česká národní fotbalová liga 1983/84     | 28     | 13   | DP Xaverov Horní Počernice |
| Česká národní fotbalová liga 1984/85     | 27     | 13   | DP Xaverov Horní Počernice |
| Česká národní fotbalová liga 1985/86     | 28     | 4    | DP Xaverov Horní Počernice |
| Česká národní fotbalová liga 1986/87     | 28     | 7    | DP Xaverov Horní Počernice |
| CELKEM 1. liga                           | 315    | 77   |                            |